# 証拠裁判主義
証拠裁判主義（しょうこさいばんしゅぎ）とは、事実認定は証拠によって行われなければならないという刑事訴訟法上の原則をいう。

## 条文上の根拠
刑事訴訟法317条「事実の認定は、証拠による。」

## 趣旨
証拠裁判主義と対置される制度として、盟神探湯・亀甲占いなどの神判、魔女裁判、決闘裁判などが挙げられる。これらの制度と対比したとき、証拠裁判主義には、事実認定過程を客観化・透明化し、裁判官の恣意を排除するという特色がある。

### 「証拠」の意義
「証拠」とは、証拠能力を有し、適式な証拠調べを経た証拠をいう。このような証拠による証明を「厳格な証明」と呼ぶ。これに対比される概念として「自由な証明」がある。

### 「事実」の意義
公訴犯罪事実のほか、処罰条件、刑の加重減免、量刑を基礎付ける事実も含まれる。これに対し、訴訟法上の事実は、一般的には自由な証明で足りるとされる。